# 제8대 달라이 라마

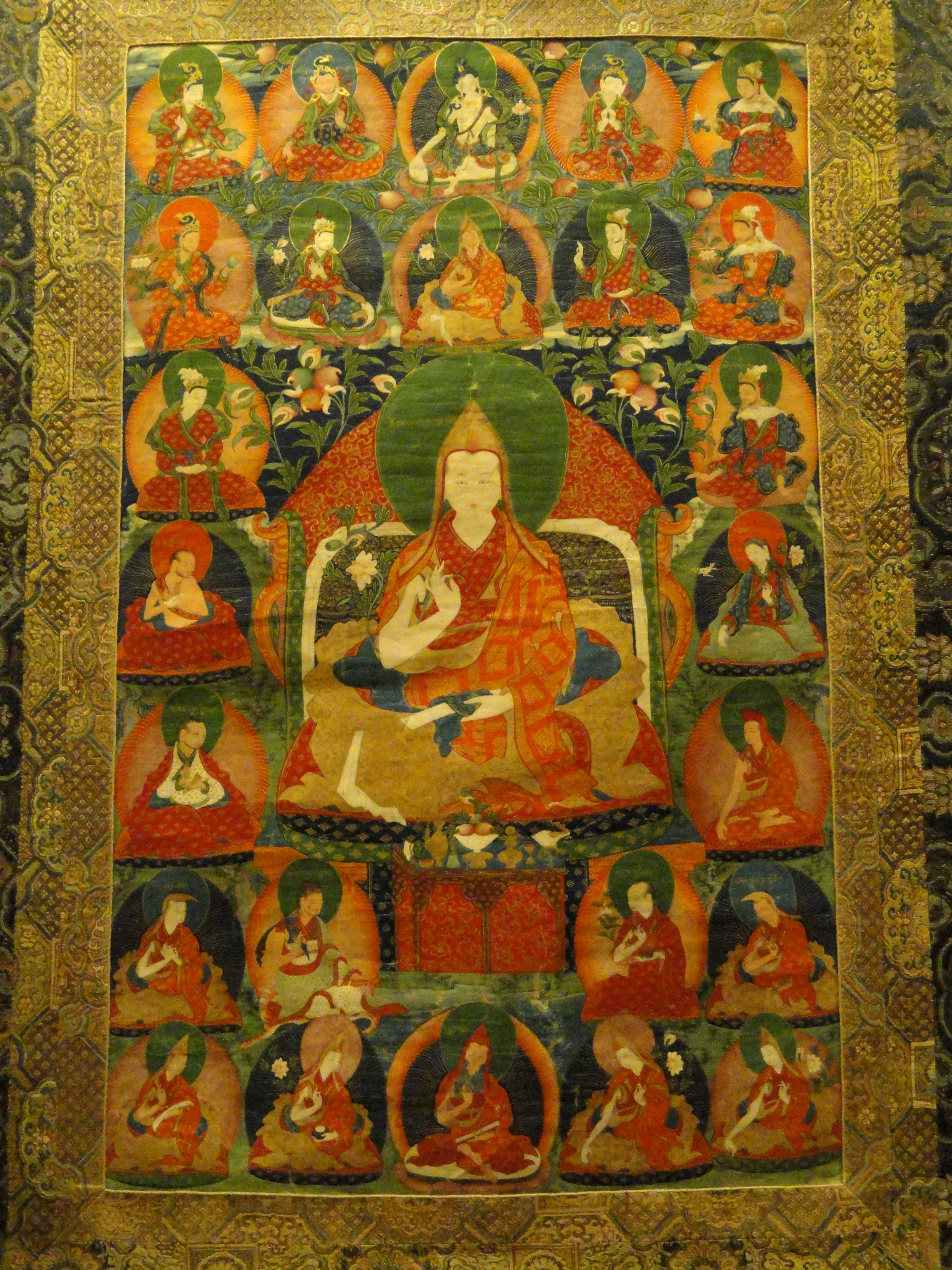

참빼갸초(티베트어: བྱམས་སྤེལ་རྒྱ་མཚོ་, 1758년 ~ 1804년)는 제8대 달라이 라마이다. 1760년에 제7대 달라이 라마의 환생자로 인정받았고, 1762년에 달라이 라마로 즉위하였다.

## 일생
참빼갸초의 어머니가 그를 임신하였을 때, 그녀가 살던 마을에서는 유례없는 대풍년이 들어 보리를 무려 3 ~ 4번이나 수확하였으며, 그녀가 집 밖에서 차를 마시고 있었을 때 거대한 무지개가 내려와 그녀의 어깨에 닿았다고 한다. 이는 티베트 전통에서 성스러운 존재의 출현을 의미한다.
1758년에 태어나, 아기는 종종 명상 자세를 취하거나 하늘을 바라보고 있었다. 제6대 판첸 라마가 이 아이에 대한 소문을 듣자, 그는 아이를 직접 확인하고 제7대 달라이 라마의 환생자임을 공포했다.
2살 반의 나이에, 참빼갸초는 시가체의 타쉬룬포 사원에 들어가 라마들과 승려들에 둘러싸여 자라게 되었고, 달라이 라마로서의 인정을 받았다. 그는 얼마 지나지 않아 라싸로 옮겨졌고, 포탈라궁에서 정식 대관식을 치르며 제8대 달라이 라마에 즉위했다. 대관식은 당시 섭정에 의해 주재되었는데, 이는 섭정이 실질적 권력을 갖지 못하게 하는 정책이 반포된 지 이루어진 첫 대관식이었다.
1788년, 티베트인들과 네팔인들 간에 갈등이 있었고, 이로 인해 네팔인들이 티베트 남부를 침공하여 시가체와 타쉬룬포 사원을 점령, 약탈하였다. 하지만 얼마 지나지 않아 청나라가 군대를 파견하며 네팔인들은 1791년 모두 물러갔고, 1796년에는 평화 협정에 동의했다.

### 여름궁전
참빼갸초는 라싸 외곽에 여름용 궁전으로 사용하기 위해 1783년에 노블링카를 지었다. 그는 또한 티베트 남부에 거대한 청동 불상을 세웠으며, 이 불상은 1960년대에 인도로 옮겨졌다가 다시 티베트로 반환되었다.

### 여생
서양의 학자 말릭(Malik)은 "연약하고 무능했던 제8대 달라이 라마"라고 평가했다. 그는 통치 기간의 대부분 동안에는 크게 국정에 관여하지 않았으며, 재위 후반에 이르러서는 거의 완전히 국정을 섭정들에게 맡겨버렸다.
| 전임 게상갸초 | 제8대 달라이 라마 1762년 ~ 1804년 | 후임 룽독갸초 |